# Njakkahaluokta
Njakkahaluokta är en sjö i Arjeplogs kommun i Lappland och ingår i Piteälvens huvudavrinningsområde. Njakkahaluokta ligger i Hornavan-Sädvajaure fjällurskog Natura 2000-område.